# Ngāti Whātua
Ngāti Whātua je lokalno maorsko pleme (iwi; maorski = pleme) s Novog Zelanda, nastanjeno kod Aucklanda između Tamaki Makaurau–Auckland na jugu i Waipoua Forest na sjeveru i sjeveroistoku. Ngāti Whātua plemena Te Uri-o-Hau i Te Taoū kontrolirala su i sjevernu i južnu obalu Kaipara Harboura, najveće zaštićene prirodne luke, a danas i značajnog ptičjeg staništa. Kaipara Harbour i pradjedovski kanu Mahuhu-ki-te-rangi najvažnije su značajke kulturnog i plemenskog identiteta plemena Ngāti Whātua. Njihovom području također pripada i Auckland ili Tamaki Makau Rau.
Poglavica Āpihai Te Kawau 20. ožujka 1840. potpisuje na Manuaku Harbouru ugovor "Treaty of Waitangi" i daje privolu guverneru Williamu Hobsonu da živi u Aucklandu, nadajući se zaštiti svoje zemlje i naroda. No glavni grad bit će preseljen iz Russella u Auckland. Nastaje jagma za maorskom zemljom i oni uskoro počinju da je prodaju. Prvo su Kruni prodali 1,214 hektara (3,000 akara) za svega £341. Do 1850. rasprodali su Ngāti Whātua svu svoju zemlju. 

## Vanjske poveznice
- Orakei  Arhivirana inačica izvorne stranice od 12. prosinca 2007. (Wayback Machine)